# Bradytriton silus
Bradytriton silus és una espècie d'amfibi urodel de la família la família Plethodontidae. Està representada per l'espècie Bradytriton silus, coneguda comunament com la Salamandra Finca Chiblac, i s'ha considerat el tàxon germà del gènere Oedipina. Es troba al nord-oest de Guatemala i a Chiapas, al sud-est de Mèxic.
Està amenaçada d'extinció a causa de la destrucció del seu hàbitat.

## Descripció
Els mascles adults mesuren 39–53 mm i les femelles adultes 49–53 mm al musell -longitud de ventilació. El cos és corpulent. El cap és relativament ample i essencialment continu amb el cos. La cua és curta i comprimida lateralment, semblant robusta quan es veu des de costat. Les extremitats són curtes i esveltes amb dits diminuts que, a part de les seves puntes, estan fusionats entre si. La coloració dorsal és de color marró vermellós. El cap és majoritàriament negre i hi ha taques negres a la part anterior del cos. Les galtes, els costats de la cua i els flancs inferiors són negres amb taques blanques denses.

## Hàbitat i conservació
Al nord-oest de Guatemala, Bradytriton silus es coneix tant per bosc humit alterat com no pertorbat a una altitud d'aproximadament 1,310 m sobre el nivell del mar. Es van trobar exemplars sota trossos de fusta i troncs. El desenvolupament és presumiblement directe (és a dir, sense fase larvària de vida lliure) i no depèn de l'aigua.
L'àrea de la localitat tipus està subjecta a una greu pèrdua d'hàbitat causada per l'assentament de refugiats i l'expansió de l'agricultura; l'espècie no s'ha registrat allà després de 1976, malgrat les recerques posteriors. Tanmateix, es va informar d'una altra població de Chiapas, Mèxic el 2015.